# Raymond Langendries
Raymond A. Langendries (Tubize, 1º ottobre 1943) è un politico belga, membro del Centro Democratico Umanista, presidente della Camera dei rappresentantio dal 1995 al 1999 e ministro della funzione pubblica nei due ultimi governi guidati da Wilfried Martens dal 1989 al 1992.

## Biografia
Laureato come insegnante, ha ricoperto questa posizione dal 1964 al 1972. La sua carriera politica è iniziata con la sua elezione a consigliere comunale nel 1971 a Tubize. Finì a questo livello locale, essendo stato sindaco del suo comune per 18 anni.
Membro del cdH, è stato segretario parlamentare, segretario del partito, sindaco di Tubize, presidente di sezione, deputato e parlamentare europeo e in particolare ministro della funzione pubblica negli ultimi due governi guidati da Wilfried Martens, è riconosciuto come un discepolo di Charles-Ferdinand Nothomb, che ha è stato capo di gabinetto.
Ha servito la funzione di sindaco di Tubize dal 1995 al 2012. Sconfitto nelle elezioni comunali dell'ottobre 2012, a seguito di una vittoria del Partito Socialista, che ha scelto di allearsi con il Movimento Riformatore e Ecolo, ha scelto di non sedere nel consiglio comunale nell'opposizione.
Anche se non ha mandato elettivo Raymond Langendries mantiene una posizione influente come presidente della SOFICO, finanziando la costruzione di percorsi terrestri e fluviali valloni.
Durante la crisi politica dell'estate 2007, Raymond Langendries è stato uno dei ministri di Stato consultati da re Alberto II.
Il 17 luglio 2008, a seguito delle dimissioni di Yves Leterme, il re lo nomina emissario reale insieme a Karl-Heinz Lambertz e François-Xavier de Donnea - nel "considerare quali possono essere le offerte per iniziare in modo credibile un dialogo istituzionale".

## Presidente di calcio
Raymond Langendries è anche presidente della squadra di calcio AFC Tubize.